# Streetstyle
Streetstyle is een skateboard-discipline, waarbij gebruik wordt gemaakt van straatmeubilair of nagemaakte straatmeubilair-objecten zoals en korte hellingen (ramps).

## 'Hindernissen'
- Banks
- Trapleuningen (handrails},
- Rail
- Funbox (meestal houten obstakel, met daaraan vast een handrail en/of curb en/of miniramp)
- stoepranden (curbs, rand waar je op kan grinden of sliden)
- Manual- of wheeliepad (een blok waar je wheelie/manual tricks op kan doen)
- Alles wat je op de straat tegenkomt, zoals vuilnisbakken, bankjes, stoepranden, en natuurlijk ... hellingen
- Miniramp

## Enkele streetstyle tricks
360° flip (tré flip)
Je deck horizontaal 360° laten draaien met een kickflip
backside flipEen varial kickflip terwijl je zelf ook meedraait
fliptricksTijdens een ollie het board om zijn as laten draaien. Bijvoorbeeld: kickflip, heelflip en 360 Flip.
grabMet je handen je skateboard vastpakken en zo door de lucht vliegen.
half flip / darkslide(door Rodney Mullen) met de wielen naar boven (!) een boardslide maken over een rail - handig als je een hekel hebt aan je griptape...
manuals/wheeliesOp je voor- of achterwielen balanceren zonder met je tail of nose de grond te raken. Bijvoorbeeld: manual en nose manual.
no-complyeen ollie, de voorste voet stapt even op de grond, terwijl de achterste voet het board stuurt, waarna de voorste voet weer op het board stapt
ollieSpringen door middel van poppen met je achterste voet en schuiven met je voorste voet; dit kan rijdend en stilstaand .
slidenMet een deel van je plank over een rand heen "sliden". Sliden met de neus van de plank heet een "noseslide", met het midden van de plank heet "boardslide" en met de tail, logischerwijs: "tailslide". ;grinden : Met je trucks over een rand of een rail grinden. Bijvoorbeeld: nosegrind, 50-50-grind en crooked grind.